# Pidonia meridionalis
Pidonia meridionalis är en skalbaggsart som beskrevs av Mikio Kuboki 1978. Pidonia meridionalis ingår i släktet Pidonia och familjen långhorningar.
Artens utbredningsområde är Taiwan. Inga underarter finns listade i Catalogue of Life.